# Gorenjske elektrarne
Gorenjske elektrarne, s kratico GEK, je energetsko podjetje, ki se ukvarja s proizvodnjo električne energije preko hidroelektrarn in fotovoltaičnih elektrarn.
Trenutni direktor je Aleš Ažman.

## Zgodovina
Podjetje je bilo ustanovljeno leta 2002 s strani Elektro Gorenjska, ki je edini lastnik podjetja.

## Proizvodnji objekti
Znotraj podjetja trenutno delujejo naslednje elektrarne:
- hidroelektrarne:
  - v porečju Sore: Mala hidroelektrarna Škofja Loka, Mala hidroelektrarna Rudno, Mala hidroelektrarna Davča, Mala hidroelektrarna Sorica;
  - v porečju Kokre: Mala hidroelektrarna Cerklje, Mala hidroelektrarna Kokra, Mala hidroelektrarna Standard;
  - v porečju Tržiške Bistrice: Mala hidroelektrarna Lomščica, Mala hidroelektrarna Zvirče;
  - v porečju Save Dolinke: Mala hidroelektrarna Kranjska Gora, Mala hidroelektrarna Mojstrana, Mala hidroelektrarna Suhelj;
  - v porečju Save Bohinjke: Mala hidroelektrarna Savica, Mala hidroelektrarna Soteska;
  - na reki Savi: Mala hidroelektrarna Sava;
- fotovoltaične elektrarne:
  - Radovljica: KN Radovljica, RTP Radovljica,
  - Kranj: parkirišče Labore 1, RTP Labore 2, skladišče Primskovo,
  - Naklo: skladišče Merkur Kranj, Strahinj,
  - Preddvor: Osnovna šola Preddvor,
  - Križe pri Tržiču: Osnovna šola Križe,
  - Škofja Loka: RTP Škofja Loka, Osnovna šola Jela Janežiča,
  - Šenčur: Osnovna šola Šenčur.